# Proyecto de referéndum revocatorio de Venezuela de 2022
El proyecto de referéndum revocatorio de Venezuela fue un proyecto de referéndum revocatorio de la oposición política durante el segundo periodo de la gestión de Nicolás Maduro. El Consejo Nacional Electoral (CNE) anunció que la recolección de firmas necesarias para la activación del referéndum, equivalentes al 20% del padrón electoral, tendría lugar el 26 de enero, un día laborable. El CNE fue criticado por decidir que la recolección se realizara en un solo día, imponiendo recoger cuatro millones de firmas en doce horas.
El referéndum fue declarado improcedente por el CNE tras no alcanzar las firmas necesarias, por lo que no se podrá convocar a otro revocatorio para el mandato de Nicolás Maduro.

## Historia

### Antecedentes
El 25 de mayo de 2021, el Movimiento Venezolano por el Revocatorio (MOVER) consignó ante el Consejo Nacional Electoral (CNE) la solicitud de activación de un referéndum revocatorio, después de que se hubieran cumplido tres años de la juramentación de Nicolás Maduro como presidente el día anterior.

### Promoción
Luego de los resultados de las elecciones regionales de Barinas de 2022, en las que resultó ganador el candidato opositor Sergio Garrido, el "Movimiento Venezolano por el Revocatorio" ha llamado a movilizarse para promover un referéndum revocatorio. Nicmer Evans, vocero del movimiento, invitó a los ciudadanos movilizarse a las sedes regionales del CNE el 17 de enero para ratificar la solicitud de activar un referéndum revocatorio contra el gobierno de Nicolás Maduro, a propósito de cumplirse la mitad de su segundo mandato presidencial. Entre tanto, el Partido Comunista de Venezuela a través de un comunicado informó que se inició un proceso de discusión interno sobre este tema, pero que esta a favor del legitimo derecho constitucional de los venezolanos para activar el referéndum.
El 17 de enero, integrantes de MOVER entregaron el documento en que solicitaba la activación del revocatorio en la sede del CNE en Caracas, así como en algunas oficinas regionales en algunos estados del país. En la noche de ese día, el CNE informó la aprobación de tres solicitudes, con el fin de iniciar el procedimiento para una posible activación del referéndum revocatorio. Así mismo, el órgano electoral informó que no se realizará la recolección de las firmas equivalentes al 1% del padrón electoral, sino que la Junta Nacional Electoral elaborará un cronograma para que los promotores del revocatorio puedan recolectar un número de firmas equivalente al 20% del padrón.

### Activación
El 21 de enero el CNE anunció que para el 26 de enero, un día laborable, se comenzará a recolectar las firmas necesarias equivalentes al 20% del padrón electoral en los 23 estados del país, en 1.200 centros habilitados y que cuya jornada se realizara desde las seis de la mañana, hasta las seis de la tarde. El CNE fue criticado por decidir que la recolección de firmas solo se realizara en un día; Nicmer Evans calificó el modo de recolección de firmas como una "bufonada". MOVER anunció el lanzamiento de una hoja de ruta para presionar al Consejo Nacional Electoral por un cronograma justo.
Roberto Picón, rector del CNE, retiró su voto la decisión, denunciándola y explicando que: "Se tendrían que procesar cinco electores por minuto, por 12 horas, en todas las máquinas del país, sin margen de error, sin tiempo para notificar a la ciudadanía los puntos de recolección. El proceso se llevará a cabo sin auditoría del software que garantice integridad e inviolabilidad del proceso, sin tiempo para nombrar testigos en los 1.200 puntos, sin medias de bioseguridad. De haber convocatoria, habría colas de 300 personas en pleno pico de ómicron."
A través de un twit, Juan Guaidó acusó a Nicolás Maduro de impedir que los ciudadanos pudieran ejercer su derecho para activar un revocatorio e indicó que el gobierno «teme que Venezuela se vuelva Barinas». Entre tanto, Avanzada Progresista propuso a la oposición impulsar una enmienda constitucional con tres puntos específicos e indicó que el revocatorio tiene "debilidades jurídicas" que son aprovechadas por el gobierno.
Diosdado Cabello, primer vicepresidente del Partido Socialista Unido de Venezuela (PSUV), anunció que le solicitaría al ente electoral la lista con la identidad de los solicitantes, luego de transcurrida la jornada de recolección. Medios de comunicación recordaron después del anuncio a la Lista Tascón, una lista de los firmantes del referéndum revocatorio de Venezuela de 2004; luego de la publicación de la firma, los solicitantes fueron sujeto de discriminación, persecución y despidos.
Durante la jornada de recolección de firmas, hubo una baja asistencia y poca información sobre el proceso. El CNE informó que la jornada transcurrió con normalidad.

### Rechazo del CNE
Un día después de la recolección de firmas, el CNE declaró improcedente la solicitud de un referéndum revocatorio. Tania D'Amelio, rectora del Consejo Nacional Electoral, indicó que fueron recolectadas solo el 1,01% de las firmas y que ningún estado obtuvo el 20% requerido para activar el referéndum. José Francisco Contreras, secretario general de Derecha Democrática, indicó que se recolectaron 50 mil firmas y acusó al Partido Socialista Unido de Venezuela y el Consejo Nacional Electoral de "sabotear" la iniciativa ciudadana, pero también indicó que la oposición encabezada por Juan Guaidó tiene una responsabilidad en ello.
MOVER anunció que introduciría ante el Tribunal Supremo de Justicia un recurso de nulidad del cronograma para la recolección de firmas, denunciando que el plazo ofrecido hacía inviable la recolección.